# Adam Alsing
Rolf Adam Engelbrekt Alsing (ur. 12 października 1968 w Sztokholmie, zm. 15 kwietnia 2020 tamże) – szwedzki prezenter radiowy i telewizyjny, pracował dla szwedzkich telewizji. Dorastał w Sollefteå w Ångermanland w Karlstad w Värmlands län.

## Programy radiowe i telewizyjne w których działał Adam Alsing
Źródło: IMDb
- 1990: Twist & Shout
- 1991: Tur i Kärlek
- 1992: Casanova
- 1993: Fröken Sverige
- 1993: 1997: Adam
- 1996: Måndagsklubben
- 1998: Utmanarna
- 2000–2005: Big Brother Sverige
- 2003: Masterplan
- 2005: Äntligen Morgon na Mix Megapol
- 2006–2007: Junior Eurovision Song Contest
- 2006–2007: Jeopardy!
- 2006: 100%
- 2007: Pokerfejs
- 2008: Tack gode gud
- 2009: Fotbollsgalan 2008
- 2009: Sveriges värsta bilförare
- 2009: Fotbollsgalan 2009'
- 2010: Sveriges värsta bilförare

## Odbiór
Basshunter nagrał dwa utwory „Boten Adam” i „Sitter i luren och väntar på Adam Alsing”, drugi z nich znalazł się na albumie Mix Megapol 1 jako utwór dodatkowy.

## Życie prywatne
Był synem Rolfa Alsinga, który pracuje w szwedzkim dzienniku – Aftonbladet. Zmarł na COVID-19.